# Solomon Perel
Solomon Perel, también conocido como Shlomo Perel o Sally Perel (Peine, 21 de abril de 1925-Tel Aviv, 2 de febrero de 2023) fue un escritor alemán de origen judío que consiguió sobrevivir al Holocausto en la Alemania nazi haciéndose pasar por ario. Su vida sirvió de inspiración para el argumento del filme Europa Europa, dirigido por Agnieszka Holland.

## Historia
Los orígenes de la familia Perel, se puede rastrear hasta el padre de Solomon, un zapatero polaco de origen judío. Nació en Lodz alrededor del 1880. Luego, en su juventud, emigró a la ciudad de Peine ubicada en el estado alemán de Baja Sajonia. Ahí se casó y tuvo cuatro hijos: Isaak, David, Bertha y Solomon (siendo este el menor de los cuatro).
La familia vivió en esta ciudad hasta el año 1933. Sin embargo, a causa del ascenso del nazismo en Alemania, y los cada vez más frecuentes pogromos contra los judíos en la ciudad, lo que incluyó que miembros de la OSA apedrearon la zapatería de la familia Perel, y colocaron un cartel que decía, "no compré a los judíos" (Ich habe nicht bei den Juden gekauft), llevaron a la familia a emigrar a la ciudad de Lodz, donde la hermana menor de la madre de Solomon vivía.
Durante seis años, el padre administró una tienda de revistas. La familia vivió en un apartamento arriba de un cine, administrado por una mujer jorobada a quien Solomon solía ayudarle, la cual, en agradecimiento, lo dejaba ver películas de forma gratuita.
Pero en 1939, la paz de la familia Perel terminó con la invasión nazi de Polonia. Su hermano mayor, David Perel, se unió a la resistencia polaca, y luchó en toda la contienda, hasta que fue capturado por los alemanes, quienes lo mantuvieron como prisionero de guerra hasta el final del conflicto. Mientras que Solomon y su hermano mayor, Isaak, intentaron escapar a la parte ocupada por el ejército soviético. Aunque finalmente, Isaak dejó a su hermano menor en un orfanato del Komsomol en Goradnia, mientras que el partió hacia el norte en busca de una novia con la que finalmente sé caso, y sé estableció en Múnich una vez finalizada la guerra.
Solomon vivió en el orfanato por dos años, en los que fue adoctrinado con la ideología comunista y el ateísmo, conceptos que aceptó. 
No obstante, en 1941, cuando las tropas germanas invadieron la Unión Soviética al romperse el pacto Ribbentrop-Molotov, Solomon fue capturado, y aprovechando que el conocía el alemán a la perfección pues era su lengua materna, convenció a los soldados invasores de que él era un alemán étnico (Volksdeutscher), llamado Josef Peters, que había sido secuestrado por los soviéticos quienes supuestamente le habían robado sus papeles de identidad. Los alemanes creyeron esta historia. Además aprovechando que él conocía el ruso a la perfección, lo emplearon como intérprete para la Wehrmacht. Su ayuda fue clave en la captura de varios oficiales rusos, entre ellos Yákov Dzhugashvili, hijo de Iósif Stalin. También fue testigo de la batalla de Smolensk, en julio de 1941. Con esto, se ganó el respeto de la unidad que lo había recogido. Sin embargo, esto no calmó su miedo de que su circuncisión fuese descubierta, ya que significaría su final al revelarlo como judío. Finalmente, esto fue descubierto por Heinz Kelsenberg, un oficial médico de la Wehrmatch, catorce años mayor que Solomon, quien aparentemente estaba interesado en el adolescente. Éste no solo oculto el secreto de Solomon, si no que sé propuso protegerlo, e incluso le salvó la vida durante un avance soviético en el campamento a principios de 1942, (contienda en la que Heinz murió al ser alcanzado por una explosión). 

### Educación
Debido a que era menor de edad fue enviado a una escuela de las Juventudes Hitlerianas en Brunswick, donde continuó ocultando su verdadera identidad bajo el nombre de Josef Peters. Allí comenzó a sentirse atraído por una alemana llamada Leni, que era una ferviente partidaria del nacionalsocialismo y admiradora del Führer, a la que nunca le revelaría sus orígenes por temor de ser denunciado ante las autoridades alemanas. La madre de Leni descubriría su secreto pero nunca lo denunció.
En esta escuela, Solomon devuelta volvió al miedo constante de que su origen fuera develado, sobre todo a la hora de ducharse junto a sus compañeros, así como también de ser descubierto en alguna clase, como la de "identificación de razas". Aún con esto, el mismo admitió, tanto en su libro, como en discursos y entrevistas que en algún momento "Josef" absorbió a Solomon, y en algún momento deseo que Alemania ganará la guerra, a pesar de que según sus propias palabras, "Para junio de 1942, con el avance soviético en Oriente y el desembarco de Normandía en occidente, el resultado era definitivo". 
Incluso en un momento, un capitán de la Wehrmatch compartió a Solomon su deseo de adoptarlo una vez terminada la guerra, puesto que "Josef" era huérfano, y éste oficial no tenía hijos.
A finales del conflicto bélico, Salomón fue capturado por una unidad militar estadounidense. Al ser tan joven no fue tratado como un prisionero de guerra. Se le permitió viajar y así reencontrarse con su hermano. Posteriormente  Salomón se enteró de que su padre había muerto de hambre en el gueto de Lodz, de que su madre fue gaseada en un camión y de que su hermana fue ejecutada durante una de las marchas de la muerte. Mientras que de sus dos hermanos, Isaak vivía en Múnich con su esposa, y David sé había establecido en El Mandato Británico De Palestina, (donde Solomon viajó inmediatamente).

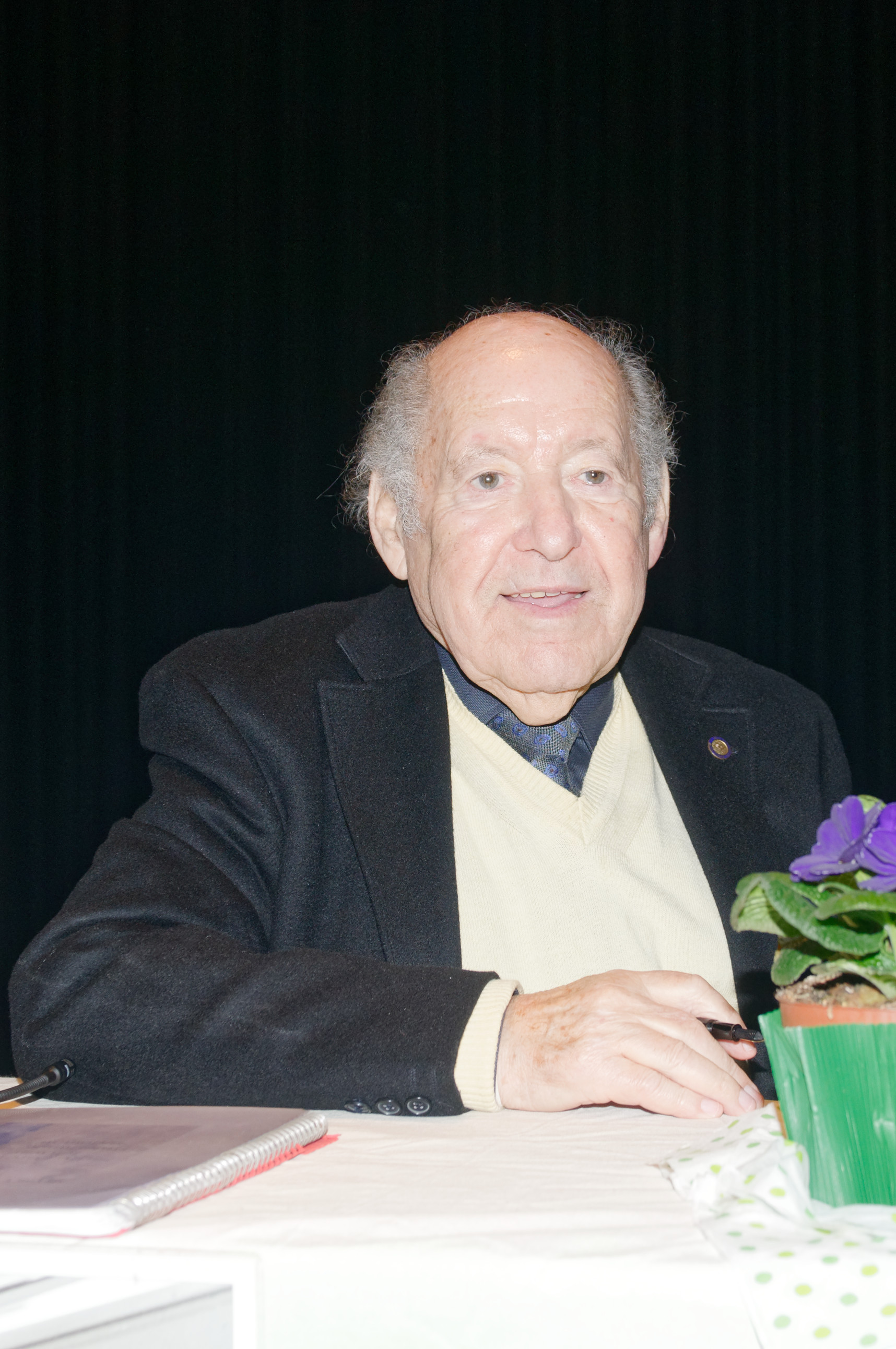
Sally Perel, 2015

### Emigración a Israel y vida posterior
En 1948, Perel se estableció en la recién creada nación independiente de Israel en donde se alistó en el ejército y combatió en la guerra árabe-israelí de 1948. Más tarde, abandonaría las armas para convertirse en comerciante. Pero el trauma de sus experiencias pasadas lo persiguió hasta en el lejano Israel, por lo que optó por establecerse en Francia. Allí se casó con Dvora y tuvo una descendencia que perdura hasta el día de hoy. 
Más tarde, escribiría un libro acerca de su hazaña, titulado Hitlerjunge Salomon (Joven hitleriano Salomón), que en castellano se publicó con el título Tú tienes que vivir, (frase según el mismo Solomon citada por su madre). El libro fue adaptado a la pantalla en el filme Europa Europa. Salomón Perel no volvió a Alemania hasta 1985 bajo invitación del alcalde de Peine para conmemorar la destrucción de la sinagoga de su ciudad nativa. 
Perel murió en Tel Aviv, Israel, el 2 de febrero de 2023 a la edad de 97 años.